# 本間崇寛
本間 崇寛（ほんま たかひろ、1974年12月3日 - ）は、日本のスタントマン。アメリカ合衆国、ニュージーランドでも活動している。Uコーポレーション提携タレント。以前はAAC STUNTSに所属していた。

## 人物
北海道出身。ジャッキー・チェンに憧れ、高校時代からキャラクターショーのアルバイトなどを始め、北海道のアクションチームに所属。アトラクティブ・アクション・クラブに所属している先輩から「アメリカに来られる人間を探している」と聞かされ、オーディションテープを送ったことがきっかけでアメリカ合衆国に渡り、『パワーレンジャー・ターボ』から「パワーレンジャー」シリーズに参加。
坂本浩一とこしげなみへいによれば当時、パワーレンジャーは長期化する見通しがあったことと、スタントチームが同シリーズ以外の仕事も増えており、若手スタントマンを育てる必要があったとしている。

現在「梟の戦騎カント」という北海道札幌を拠点に活動するローカルヒーローのスーツアクターとしても活動している。

## 出演

### テレビドラマ
- パワーレンジャー・ターボ Power Rangers Turbo(1997)-レッドレンジャー（代役）、ブルーレンジャー、グリーンレンジャー、ピラナトロン、シャドーブルーレンジャー
- 星獣戦隊ギンガマン(1998)
- パワーレンジャー・イン・スペース Power Rangers in Space(1998)-レッドレンジャー（代役）、ブルーレンジャー、ブラックレンジャー、シルバーレンジャー、MMPRブラックレンジャー、ファントムレンジャー、エクリプター、サイコブラック、ハボック将軍
- パワーレンジャー・ロスト・ギャラクシー Power Rangers Lost Galaxy(1999) - レッドレンジャー（代役）、グリーンレンジャー、ブルーレンジャー（変身前のスタントも担当）、スペースブラックレンジャー、ビラマックス
  - 第35話「禁断の呪文 / Enter The Lost Galaxy」 - 警備員1 役
- パワーレンジャー・ライトスピード・レスキュー Power Rangers Lightspeed Rescue(2000)-レッドレンジャー（代役）、ブルーレンジャー、タイタニアムレンジャー、バットリング
- 鉄甲機ミカヅキ(2001)
- パワーレンジャー・タイムフォース Power Rangers Time Force(2001)-レッドレンジャー（代役）、レッドライトスピードレンジャー（代役）、ブルーレンジャー
- パワーレンジャー・ワイルドフォース Power Rangers Wild Force(2002) - レッド・ライオン・レンジャー（変身前のスタントも担当）（代役）、ルナウルフ・レンジャー（変身前のスタントも担当）、ブルーシャークレンジャー、レッドターボレンジャー(ファイトシーン）、ギャラクシーレッドレンジャー[6]、レッドライトスピードレンジャー（ファイトシーン）、オニカゲ
- パワーレンジャー・ニンジャストーム Power Rangers Ninja Storm(2003) - レッドウィンドレンジャー（変身前のスタントも担当）（代役）、イエローウィンドレンジャー
- パワーレンジャー・ダイノサンダー Power Rangers DinoThunder(2004) - レッドダイノレンジャー（代役）、ホワイトダイノレンジャー、MMPRホワイトレンジャー、レッドウィンドレンジャー、ゼルトラックス、ジェイソン・デビット・フランクのスタントダブル
- パワーレンジャー・S.P.D. Power Rangers S.P.D(2005) - レッドレンジャー（代役）（変身前のスタントも担当）、ブルーレンジャー
- 魔法戦隊マジレンジャー(2005) - スタント：NZユニット
- パワーレンジャー・ミスティックフォース Power Rangers Mystic Force(2006) - レッドレンジャー（変身前のスタントも担当）
- パワーレンジャー・オペレーション・オーバードライブ Power Rangers Operation Overdrive(2007) - ブラックレンジャー、S.P.D.レッドレンジャー（変身前のスタントも担当）
- 獣拳戦隊ゲキレンジャー(2007) - スタント：NZユニット
- パワーレンジャー・ジャングルフューリー Power Rangers Jungle Fury(2008) - ブルーレンジャー、シャークレンジャー、ロバート・ジェームズのスタントダブル、マスターリラのスタントダブル
- パワーレンジャー・RPM Power Rangers R.P.M(2009) - レンジャーオペレーターシリーズブラック、グラインダ
- 超電光スパークルZ(2016) - スパークルアクア

### 映画
- GEDO The Fatal Blade 外道(1999) - スタント
- ウィケッド・ゲーム Wicked Game(2000) - スタント
- シャドー・フューリー Shadow Fury(2001) - スタント
- The Ghost(2001) - スタント
- ゴーカイジャー ゴセイジャー スーパー戦隊199ヒーロー大決戦(2011) - レジェンド大戦スーツアクター
- 仮面ライダー×スーパー戦隊 スーパーヒーロー大戦(2012)

### テレビ映画
- カンフー・プリンセス・ウェンディー・ウー Wendy Wu: Homecoming Warrior(2006) - スタント

### プロモーションビデオ
- デスティニーズ・チャイルド「Survivor」